# Galzignano Terme
Galzignano Terme är en ort och kommun i provinsen Padova i regionen Veneto i Italien. Kommunen hade 4 463 invånare (2019).